# USB 데코레이션

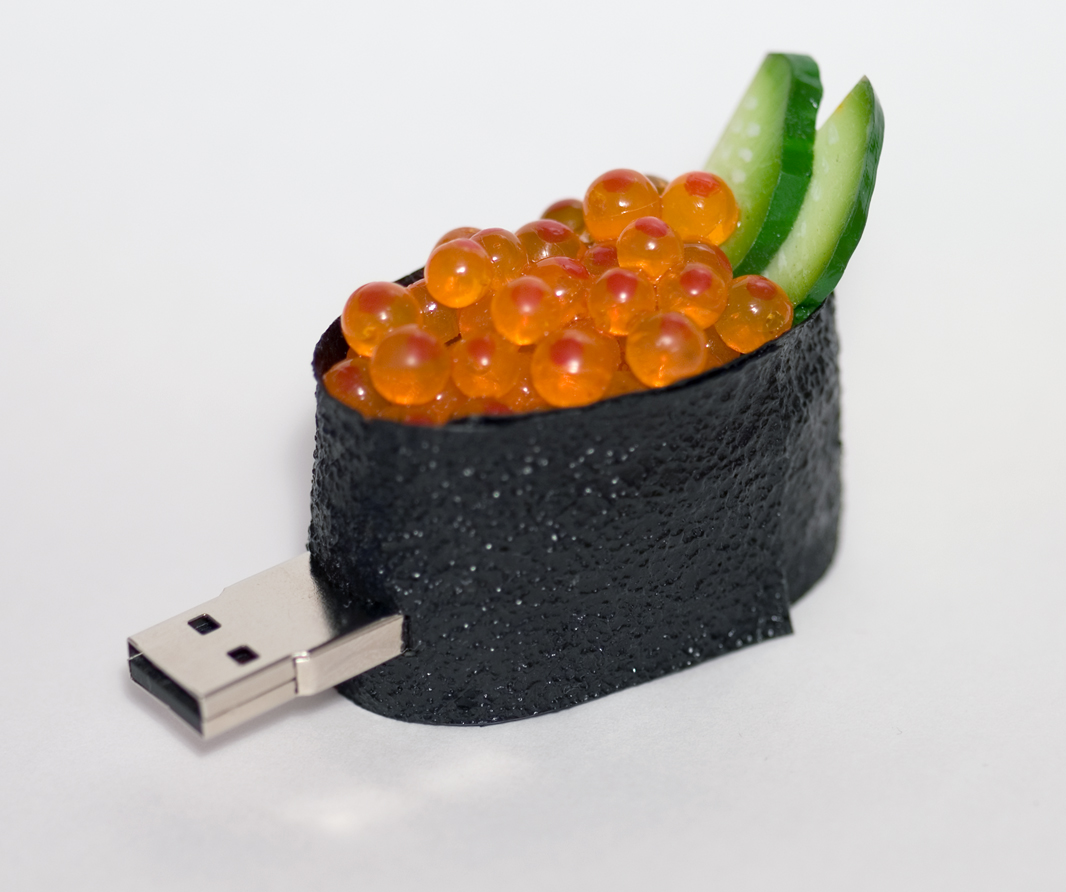
스시 테마의 USB 플래시 드라이브

USB 데코레이션(USB decoration) 또는 USB 장식은 USB(범용 직렬 버스) 커넥터를 사용하여 컴퓨터나 다른 호스트에서 전력을 공급하고 때로는 프로토콜을 사용하는 장식 장치이다. 또한 일부 경량 장치(예: 구즈넥 줄기에 달린 작은 램프)는 기계적 지원을 위해 USB 커넥터 자체를 사용한다.

## 역사
장식용 컴퓨터 주변기기는 오랫동안 사용되어 왔다. CPU 전면 패널 시절에는 컴퓨터 해커들이 때때로 재미 있고 재미있는 "Blinkenlights" 디스플레이를 위해 이를 사용했다. 오늘날 USB 전원 장식은 USB의 인기로 인해 대부분의 최신 컴퓨터에서 작동할 수 있기 때문에 가장 눈에 띄는 예이다. USB 표준은 전통적으로 모바일 장치에 사용되는 AC 어댑터를 통해 장치에 전원을 공급하는 데에도 사용할 수 있으므로 이러한 장식 제조업체는 다양한 소켓 폼 팩터에 대한 전원 변환기가 필요 없이 전 세계적으로 호환된다.

## 같이 보기
- 노트북 냉각기